# Прагматія
«Прагматія» — одна із семи головних книг пророка Мані, написана і вважається частиною основного канону маніхейства.
Зараз текст втрачено, а його точний вміст наразі невідомий. Згідно з історичними записами та фрагментами, знайденими в Турфані, текст, ймовірно, був зосереджений на історії людства. Текст також згадується в описах гілки маніхейства Моніджао (включаючи його релігійний і політичний рух, відомий як Товариство Білого Лотосу) з династії Сун.